# Geološko skladištenje ugljičnoga dioksida
Geološko skladištenje ugljičnoga dioksida
Potencijalni podzemni skladišni objekti koji se smatraju najprimjerenijima za skladištenje CO2 su:
1. Iscrpljena plinska i naftna polja – dobro poznata zahvaljujući istraživanju i iskorištavanju ležišta ugljikovodika, nude neposrednu mogućnost skladištenja CO2;
2. Slani vodonosnici – imaju velik potencijal skladištenja, ali općenito nisu toliko dobro poznati.

Druge mogućnosti uključuju skladištenje ugljičnog dioksida u slojevima nepridobivog ugljena (često vezano za procese crpljenja metana iz takvih slojeva ugljena, engl. Enhanced Coal Bed Methane Recovery), skladištenje unutar umjetno stvorenih kaverni u soli, skladištenje u raspucanim bazaltima i skladištenje u sitnozrnastim, slabopropusnim stijenama (šejlovima) bogatim organskom tvari.
Kolektorske stijene i pokrovne stijene čine kompleksne sustave unutar koji se sastoje od nejednako razdijeljenih blokova s lokalnim rasjedima ležišnih i pokrovnih stijena, stvarajući složenu heterogenu strukturu. Nakon utiskivanja u podzemlje u odgovarajuće ležišne stijene, CO2 se akumulira u porama između zrna i u pukotinama, uklanjajući i zamjenjujući pritom bilo koji postojeći fluid (plin, vodu ili naftu). Odgovarajuće stijene za geološko skladištenje CO2 trebaju stoga imati visoku poroznost i propusnost. Takve stijenske formacije, rezultat taloženja sedimenata u geološkoj prošlosti, obično se nalaze u takozvanim »sedimentnim bazenima«. Mjestimično se ove propusne formacije izmjenjuju s nepropusnim stijenama koje djeluju kao pokrovni izolator. U sedimentnim se bazenima često nalaze ležišta ugljikovodika i prirodna ležišta CO2 koja prirodno uzamčuju naftu, plin, čak i čisti CO2, milijunima godina te je očito da mogu zadržavati fluide tijekom dugih vremenskih razdoblja.
Nužno je detaljno poznavanje građe podzemlja i geoznanstveno iskustvo da bi se mogla ocijeniti pogodnost podzemnih struktura izabranih za dugoročno skladištenje CO2.
Potencijalna umjetna ležišta CO2 moraju ispuniti mnoge kriterije, od kojih su osnovni:
- dovoljna poroznost, propusnost i kapacitet uskladištenja;
- prisutnost nepropusnih stijena iznad ležišta – takozvanih »pokrovnih stijena« (npr. glina, glinovita stijena, lapor, naslage soli) koje onemogućuju migraciju CO2 prema gore;
- prisutnost »strukturnih zamki« – drugim riječima, elemenata kao što su pokrovne stijene u obliku kupole koje mogu zadržati CO2 unutar skladišne formacije;
- lokacije dublje od 800 m gdje su tlak i temperatura dovoljno visoki, tako da je moguće uskladištiti CO2 u komprimiranoj tekućoj fazi, čime se znatno povećava kapacitet;
- odsutnost pitke vode: CO2 se ne utiskuje u slojeve s podzemnom vodom koju bi čovjek mogao konzumirati ili koristiti u druge svrhe.

Primjer područja koje ispunjava ove kriterije jest Južni permski bazen, koji se proteže od Engleske do Poljske. Kolektorske stijene su pješčenjaci koji su taloženi u različito vrijeme u geološkoj prošlosti. Na sedimente su utjecali procesi formiranja stijena tijekom kojih je porni prostor ispunjen slanom vodom, naftom ili prirodnim plinom. Slojevi gline koji se nalaze između poroznih pješčenjaka komprimirani su u slojeve niske propusnosti koji sprječavaju uzdizanje fluida. Velik dio pješčenjaka smješten je na dubini između jednog i četiri kilometra, gdje je pritisak dovoljno visok za skladištenje CO2 u gustoj, tekućoj fazi. Sadržaj soli u formacijskoj vodi u tom se dubinskom intervalu povećava od otprilike 100 g/l do 400 g/l; drugim riječima, ta je voda mnogo slanija od morske vode (35 g/l). Tektonski pokreti u bazenu uzrokovali su plastičnu deformaciju kamene soli stvarajući stotine struktura u obliku kupola koje su uzamčile prirodni plin. Upravo se te zamke proučavaju kao moguće lokacije za skladištenje i odabiru se za pilot-projekte.

### Kapacitet skladištenja
Procjena kapaciteta obično je vrlo aproksimativna i temelji se na površini prostiranja potencijalno odgovarajuće formacije. Kapacitet može biti procijenjen na temelju različitih mjerila – od razine velikih država za grube procjene, pa sve do razine pojedinog sedimentnog bazena i ležišta za preciznije izračune koji uzimaju u obzir heterogenost i kompleksnost stvarne geološke građe podzemlja.
- Volumetrijski kapacitet: Temelji se na izračunima pornog volumena formacije. Kapacitet skladišta može se izračunati množenjem površine s debljinom, prosječnom poroznošću i prosječnom gustoćom CO2 u uvjetima dubine ležišta. Međutim, kako se u pornom prostoru već nalazi voda, samo se mali dio može koristiti za skladištenje –pretpostavlja se da iznosi otprilike 1–3%. Taj se koeficijent kapaciteta uskladištenja primjenjuje pri procjeni volumetrijskog kapaciteta.
- Stvarni kapacitet: Realniji kapacitet skladišta na pojedinoj lokaciji može se procijeniti detaljnim istraživanjima. Debljina formacija nije konstantna i karakteristike ležišta mogu varirati na malim udaljenostima. Podaci o veličini, obliku i geološkim karakteristikama strukture omogućavaju nam da smanjimo nepreciznost u izračunu volumena. Temeljem tih informacija može se koristiti kompjuterska simulacija da bi se predvidjelo utiskivanje i kretanje CO2 unutar umjetnog ležišta s ciljem procjene stvarnog kapaciteta.
- Efektivni kapacitet: Kapacitet ne ovisi samo o svojstvima stijena. Društveno-ekonomski čimbenici također utječu na odluku hoće li se pogodna lokacija koristiti ili ne. Na primjer, transport CO2 od izvora do skladišta ovisi o troškovima transporta. Kapacitet skladišta ovisi i o čistoći CO2, jer prisutnost ostalih plinova umanjuje volumen ležišta u koji se CO2 može utisnuti. Naposljetku, političke odluke i javno mnijenje imaju zadnju riječ pri donošenju odluke o korištenju raspoloživog kapaciteta skladišta.

## Vanjske poveznice
- http://www.co2geonet.com - European Network of Excellence on the Geological Storage of CO2
- http://www.cgseurope.net - Pan European coordination action on CO2 geological storage